# Ostrov (okręg Hunedoara)
Ostrov – wieś w Rumunii, w okręgu Hunedoara, w gminie Râu de Mori. W 2011 roku liczyła 361 mieszkańców.